# Britz (Automarke)
Britz war eine brasilianische Automarke.

## Markengeschichte
Ein Unternehmen aus dem Bundesstaat Rio de Janeiro fertigte in den 1980er Jahren Automobile. Der Markenname lautete Britz.

## Fahrzeuge
Das einzige Modell war ein VW-Buggy. Die Basis bildete ein stark gekürztes Fahrgestell von Volkswagen do Brasil mit Heckmotor. Darauf wurde eine offene türlose zweisitzige Karosserie montiert. Auffallend waren die eckigen Scheinwerfer, die in die Fahrzeugfront integriert waren, sowie die dreieckigen Rückleuchten.